# William Lacy Swing
 (janvier 2023).
Si vous disposez d'ouvrages ou d'articles de référence ou si vous connaissez des sites web de qualité traitant du thème abordé ici, merci de compléter l'article en donnant les références utiles à sa vérifiabilité et en les liant à la section « Notes et références ».
William Lacy Swing, né le 11 septembre 1934 à Lexington (Caroline du Nord) et mort le 12 juin 2021 à Kuala Lumpur, est un diplomate américain ayant exercé la fonction d'ambassadeur des États-Unis et de représentant spécial du secrétaire général des Nations unies. De 2008 à 2018, il est directeur général de l'Organisation internationale pour les migrations.

## Biographie

### Formation
En 1956, il obtient une licence ès lettres du Catawba College en Caroline du Nord puis, en 1960, une licence en théologie de l'université Yale, avant d'effectuer des études à l'université de Tübingen en Allemagne.
De 1976 à 1977, il effectue un séjour à Harvard, où il publie une monographie intitulée La politique africaine des États-Unis et le cas de l'Afrique du Sud : Dilemmes et Priorités (U.S. African Policy and the Case of South Africa: Dilemmas and Priorities).
William Lacy Swing parle couramment l’allemand et le français, ainsi que l’afrikaans, le lingala et le créole.

### Carrière
De 1963 à 1966, il occupe son premier poste diplomatique en Afrique du Sud. Entre 1974 et 1976, il est chef de mission adjoint puis chargé d'affaires à l'ambassade des États-Unis à Bangui, en République centrafricaine. De 1977 à 1979, il est directeur adjoint pour les affaires d'Afrique centrale au département d'État, chargé spécialement du Zaïre. 
De 1979 à 1981, il occupe son premier poste d'ambassadeur en République populaire du Congo, puis il est nommé au Liberia en 1981 avant de rejoindre en 1985 le département d'État à Washington D.C., où il occupe de hautes fonctions.
En 1989, peu de temps avant la sortie de prison de Nelson Mandela, William L. Swing est nommé ambassadeur en République d'Afrique du Sud. Il quitte ce pays en 1992 pour devenir successivement ambassadeur au Nigeria, puis en Haïti de 1993 à 1998 et en République démocratique du Congo de 1998 à 2001.
De 2001 à 2003, il est représentant spécial du secrétaire général et chef de la Mission des Nations unies pour l'organisation d'un référendum au Sahara occidental (MINURSO).
Le 22 mai 2003, Kofi Annan, secrétaire général de l'Organisation des Nations unies, nomme William Lacy Swing comme son représentant spécial et chef de la Mission de l'ONU en République démocratique du Congo (MONUC) avec rang de secrétaire général adjoint. À ce titre, il est aussi coordinateur des activités des Nations unies en RDC. Il succède à Amos Namanga Ngongi.
Le 18 juin 2008 à Genève, l'ambassadeur William Lacy Swing est élu directeur général de l'Organisation internationale pour les migrations (OIM) en obtenant la majorité des deux tiers des voix du Conseil réunissant l'ensemble des États membres de l'OIM. Il prend ses fonctions le 1er octobre suivant.

## Distinctions
Il est fait docteur honoris causa du Catawba College en Caroline du Nord en 1980 et de l'université Hofstra de New York en 1994. 
William Lacy Swing s'est vu remettre en 1998, par le président Clinton, un témoignage de satisfaction (Presidential Certificate of Commendation). 
Il a reçu le mérite pour services distingués du secrétariat d'État en 1994 et 1996, ainsi que le mérite pour la valeur du département d'État. Il s'est également vu décerner plusieurs distinctions de haut rang : le prix pour services distingués (1985), le prix du département d'État pour son action en faveur de l'égalité des droits à l'emploi (1987), le prix de la Garde côtière américaine pour services publics distingués (1988) et le prix d'honneur au mérite de l'USIA (1970). 
Il est membre de l'American Academy of Diplomacy.

## Famille
William Lacy Swing est marié à Yuen Cheong. Ils ont deux enfants, un fils, Brian, qui vit au Cap, en Afrique du Sud, et une fille, Gabrielle. La famille Swing habite à Miami, en Floride. 